# Quercus kiukiangensis
Quercus kiukiangensis — вид рослин з родини букових (Fagaceae), ендемік Тибету.

## Опис
Це дерево сягає 30 метрів заввишки. Гілочки товсті, з численними буруватими піднятими сочевичками. Листки шкірясті, довгасто-еліптичні, 10–18 × 3.5–8.5 см; основа округла або широко клиноподібна; верхівка загострена до хвостатої; край з гострими зубчиками у верхівковій 1/2; низ білуватий з розсіяними простими волосками; ніжка безволоса, 15–25 мм. Жолуді кулясті, яйцеподібні або конічні, завдовжки 15–30 мм, ушир 14–17 мм, верхівка округла, основа більш-менш опукла; чашечка заввишки 12–15 мм, ушир 18–22 мм, закриває 1/2 горіха, є 6–9 концентричних кілець; дозрівають першого року.

## Середовище проживання
Ендемік Тибету; зростає у змішаних мезофітних лісах у горах на висотах від 1300 до 2000 метрів.

## Загрози
Існують загрози незаконних вирубок лісу.